# Русско-персидские войны
Ру́сско-персидские во́йны — ряд военных конфликтов между Россией и Персией в XVII—XX веках. Войны шли преимущественно за Кавказ, сначала Северный, затем Южный.
| Годы      | Название                            | Победитель     |
| --------- | ----------------------------------- | -------------- |
| 1651—1653 | Русско-персидский конфликт          | Персия         |
| 1722—1723 | Персидский поход                    | Россия         |
| 1796      | Русско-персидская война             | Неопределённый |
| 1804—1813 | Русско-персидская война             | Россия         |
| 1826—1828 | Русско-персидская война             | Россия         |
| 1909—1911 | Российская интервенция в Персию     | Россия         |
| 1917—1920 | Интервенция на стороне дженгелийцев | Персия         |
| 1920      | Энзелийская операция                | РСФСР          |
| 1920—1921 | Персидский поход Красной армии      | Персия         |
| 1941      | Иранская операция                   | СССР           |
| 1945—1946 | Иранский кризис                     | Иран           |

## Предыстория конфликта
Первые военные столкновения в истории русско-персидских войн относятся ко 2-й пол. IX — нач. XI вв, когда произошла серия морских набегов русских дружин на прибрежные государства Каспийского моря. Первоначально, по-видимому, это были частные вылазки вольных отрядов, затем политические мероприятия Древнерусского государства. С распадом Киевской Руси военные походы русских отрядов к Каспию прекратились.
В 1556 году Россия покорила Астраханское ханство и вышла к побережью Каспийского моря и предгорьям Кавказа. Границей России здесь стала река Терек. В вассальной зависимости от России также находились Ногайская орда (располагалась с северо-восточном Прикаспии от Волги до Мангышлака) и Кабарда (примерно располагалась на равнинной части совр. Кабардино-Балкарии, Северной Осетии, Ингушетии и Чечни).
За Тереком, на территории совр. Дагестана, располагалось в то время Тарковское шамхальство — кумыкское феодальное государство со столицей в древнем городе Тарки. В 1556 году после завоевания русскими Астраханского ханства, были установлены дипломатические связи между Шамхальством и Русским царством. На юге шамхальство граничило (севернее Дербента) с дружественной Сефевидской Персией (сестра Чопан-шамхала была замужем за шахом Тахмаспом I (1524—1576)).
Таким образом, Русским царством вошло в прямое политическое соприкосновение с Персией.
Первому прямому военному конфликту России с Персии предшествовал ряд войн с шамхальством:
- Поход Черемисинова (1560)
- Поход Хворостинина (1594)
- Поход Бутурлина (1604—1605)
- Герменчикская битва (1649/50)

## 1651—1653 годы
В XVII веке главной опорой Русского государства на Северном Кавказе была крепость Терки. Здесь находились царские воеводы и войска. В середине XVII века в пригородах Терского города жило семьдесят семей кабардинских узденей (дворян), много купцов (русских, армянских, турецких и персидских) и ремесленники. На правом берегу Терека у впадения в него реки Сунжи, северо-восточнее современного Грозного, в 1635 году русским правительством был восстановлен Сунженский острог. Персидское влияние распространялось на владения кумыкских феодалов в Дагестане. Самым крупным было Тарковское шамхальство, правители которого имели титул владетеля Буйнакского, вали (наместника) Дагестанского и некоторое время хана Дербентского. Другим важнейшим владением кумыков было Эндерийское шамхальство. В начале XVII века оно выделилось из Тарковского шамхальства. В 50-е годы XVII века там правил «Эндереевский владелец» мурза Казан-Алп. К северо-западу от Дербента находилось Кайтагское уцмийство. В 1645 году персидский шах изгнал отсюда лояльного к России правителя Рустам-хана и назначил кайтагским владельцем Амирхан-Султана.
На Кавказе интересы Персии неизбежно сталкивались с интересами России. Шах Аббас II в начале своего правления поддерживал мирные отношения с Россией, предлагая царю дружбу и торговое сотрудничество, добившись положительного ответа. Однако вскоре шах повёл борьбу не только за овладение Дагестаном, но и за полное вытеснение русских с Северного Кавказа, стал вмешиваться во внутренние дела горцев.
Последовали два похода персидской армии против Сунженского острога. В результате второго похода он был взят. Вслед за этим конфликт был урегулирован. Результатом войны стало некоторое усиление позиций Персии на Северном Кавказе.

## 1722—1723 годы
После окончания Северной войны Пётр I решил совершить поход на западное побережье Каспийского моря, и, овладев Каспием, восстановить торговый путь из Центральной Азии и Индии в Европу, что весьма полезно было бы для российских купцов и для обогащения Российской империи. Путь должен был проходить по территории Индии, Персии, оттуда в русский форт на реке Куре, потом через Грузию в Астрахань, откуда планировалось товары развозить по территории всей Российской империи. Поводом к началу новой кампании послужило восстание в приморских провинциях Персии. Пётр I объявил персидскому шаху, что повстанцы совершают вылазки на территорию Российской империи и грабят купцов, и что русские войска будут введены на территорию восточного Закавказья и Дагестана для оказания помощи шаху в усмирении жителей мятежных провинций.

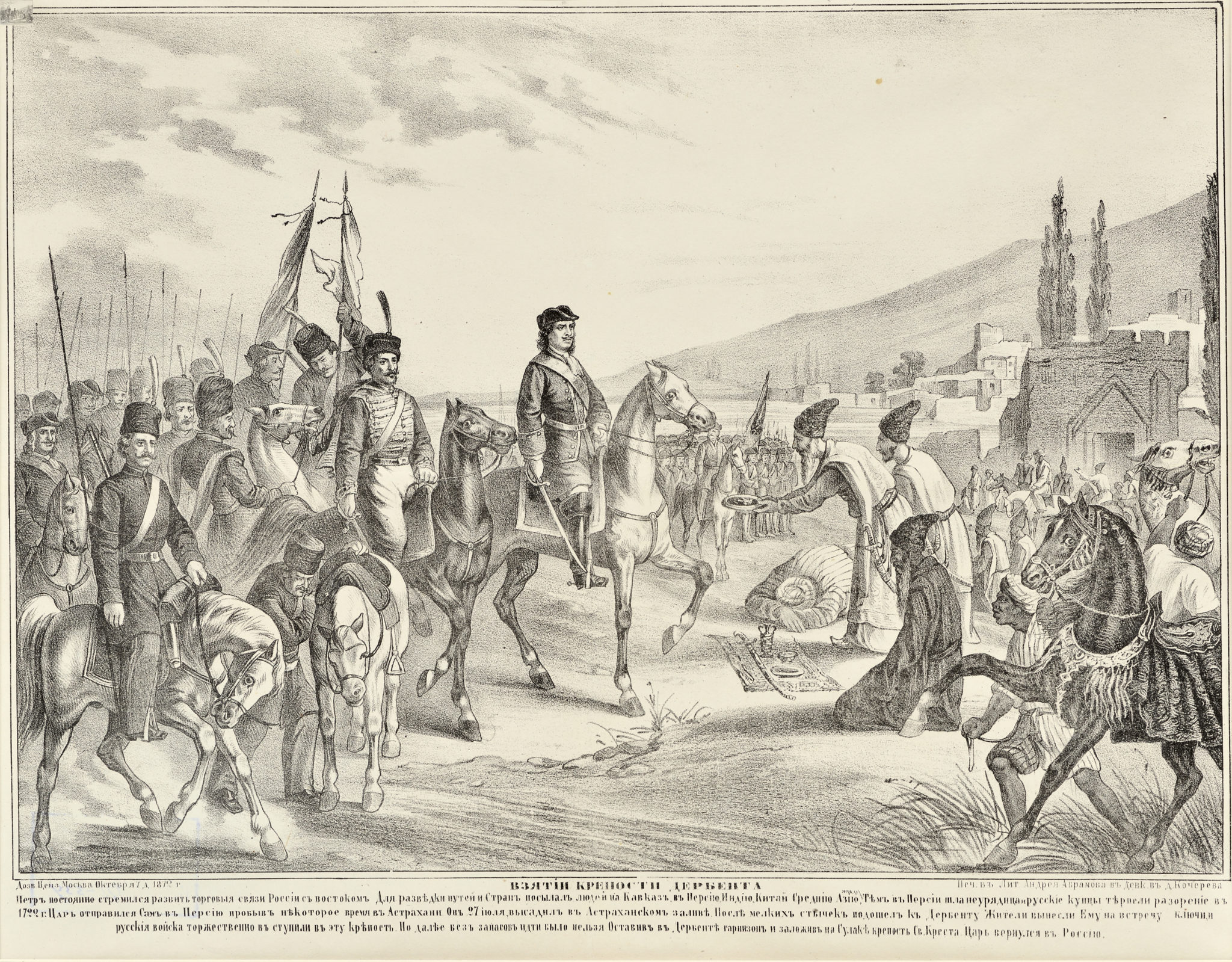
Пётр I в Дербенте

18 июля вся флотилия численностью 274 корабля вышла в море под начальством генерал-адмирала графа Апраксина. 20 июля флот вошёл в Каспий и неделю следовал вдоль западного берега. 27 июля пехота высадилась у Аграханского мыса, в 4-х верстах ниже устья реки Койсу (Сулак). Через несколько дней прибыла кавалерия и соединилась с главными силами. 5 августа русская армия продолжила движение к Дербенту. 6 августа на реке Сулак к армии присоединились со своими отрядами кабардинские князья Мурза Черкасский и Аслан-Бек. 8 августа переправилась через реку Сулак. 15 августа войска подошли к Таркам, местопребыванию шамхала. 19 августа отбито нападение 10-тысячного отряда утямышского султана Магмуда и 6-тысячного отряда уцмия кайтагского Ахмет-хана. Союзником Петра выступил кумыкский шамхал Адиль-Гирей, который овладел Дербентом и Баку до подхода русской армии. 23 августа русские войска вошли в Дербент. Дербент был стратегически важным городом, так как прикрывал береговой путь вдоль Каспия. 28 августа к городу стянулись все русские силы, в том числе и флотилия. Дальнейшее продвижение на юг приостановила сильная буря, которая потопила все суда с продовольствием. Пётр I решил оставить гарнизон в городе и вернулся с основными силами в Астрахань, где начал подготовку к кампании 1723 года. Это был последний военный поход, в котором он непосредственно принимал участие.
В сентябре Вахтанг VI c войском вступил в Карабах, там он вёл боевые действия против восставших лезгин. После захвата Гянджи к грузинам присоединились армянские войска с католикосом Исаей во главе. Под Гянджой в ожидании Петра грузино-армянское войско простояло два месяца, однако, узнав об уходе русского войска с Кавказа, Вахтанг и Исайя возвратились с войсками в свои владения.
В ноябре был высажен десант из пяти рот в персидской провинции Гилян под начальством полковника Шипова для занятия города Рящ (Решт). Позже, в марте следующего года, рящский визирь организовал восстание и силами в 15 тыс. человек попытался выбить занимавший Рящ отряд Шипова. Все атаки персов были отражены.
Во время второй персидской кампании в Персию был послан значительно меньший отряд под командованием Матюшкина, а Пётр I только руководил действиями Матюшкина из Российской империи. В походе принимали участие 15 гекботов, полевая и осадная артиллерия и пехота. 20 июня отряд двинулся на юг, вслед за ним из Казани вышел флот из гекботов. 6 июля сухопутные войска подошли к Баку. На предложение Матюшкина добровольно сдать город его жители ответили отказом. 21 июля 4 батальонами и двумя полевыми орудиями русские отбили вылазку осаждённых. Тем временем 7 гекботов встали на якоре рядом с городской стеной и начали вести по ней плотный огонь, тем самым уничтожив крепостную артиллерию и частично разрушив стену. 25 июля был намечен штурм со стороны моря через образованные в стене проломы, но поднялся сильный ветер, который отогнал российские суда. Жители Баку успели этим воспользоваться, заделав в стене все бреши, но всё равно 26 июля город капитулировал без боя.
Успехи русских войск во время похода и вторжение османской армии в Закавказье вынудили Персию заключить 12 сентября 1723 года в Петербурге мирный договор, по которому к России отошли Дербент, Баку, Решт, провинции Ширван, Гилян, Мазендеран и Астрабад. Позднее, в связи с обострением русско-турецких отношений, российское правительство, с целью избежания новой войны с Османской империей и заинтересованное в союзе с Персией, по Рештскому договору (1732) и Гянджинскому трактату (1735) возвратило все прикаспийские области Персии.

## 1796 год
Весной 1795 года персы вторглись в Грузию и в восточное Закавказье, а 12 (23) сентября того же года захватили и разграбили Тифлис. Хотя и с опозданием, выполняя свои обязательства по Георгиевскому трактату 1783 года, русское правительство направило Каспийский корпус (12 300 чел. при 21 орудии) из Кизляра через Дагестан в иранскую провинцию Азербайджан. Выступив 18 (29) апреля 1796 года, русские войска 2 (13) мая осадили, а 10 (21) мая штурмом овладели Дербентом. 15 (26) июня 1796 года русские отряды одновременно без боя вступили в Кубу и Баку. В середине ноября 35-тысячный русский корпус под командованием генерал-поручика Зубова достиг района слияния рек Куры и Аракса, готовясь к дальнейшему продвижению вглубь Ирана, однако после смерти Екатерины II в том же году на престол вступил Павел I, Зубовы впали в немилость, в политике России произошли изменения, и в декабре 1796 года русские войска были выведены из Закавказья.

## 1804—1813 годы
12 сентября 1801 года Александр I (1801—1825) подписал «Манифест об учреждении нового правления в Грузии», Картли-Кахетинское царство входило в состав России и становилось Грузинской губернией империи. В 1803 году к России присоединились Мегрелия и Имеретинское царство.
3 января 1804 года — штурм Гянджи, в результате которого Гянджинское ханство ликвидируется и входит в состав Российской империи.
10 июня персидский шах Фетх-Али (Баба-хан) (1797—1834), вступивший в союз с Великобританией, объявил войну России.
8 июня авангард отряда Цицианова под командованием Тучкова выступил по направлению к Эривани. 10 июня у урочища Гюмри авангард Тучкова заставил отступить персидскую конницу.

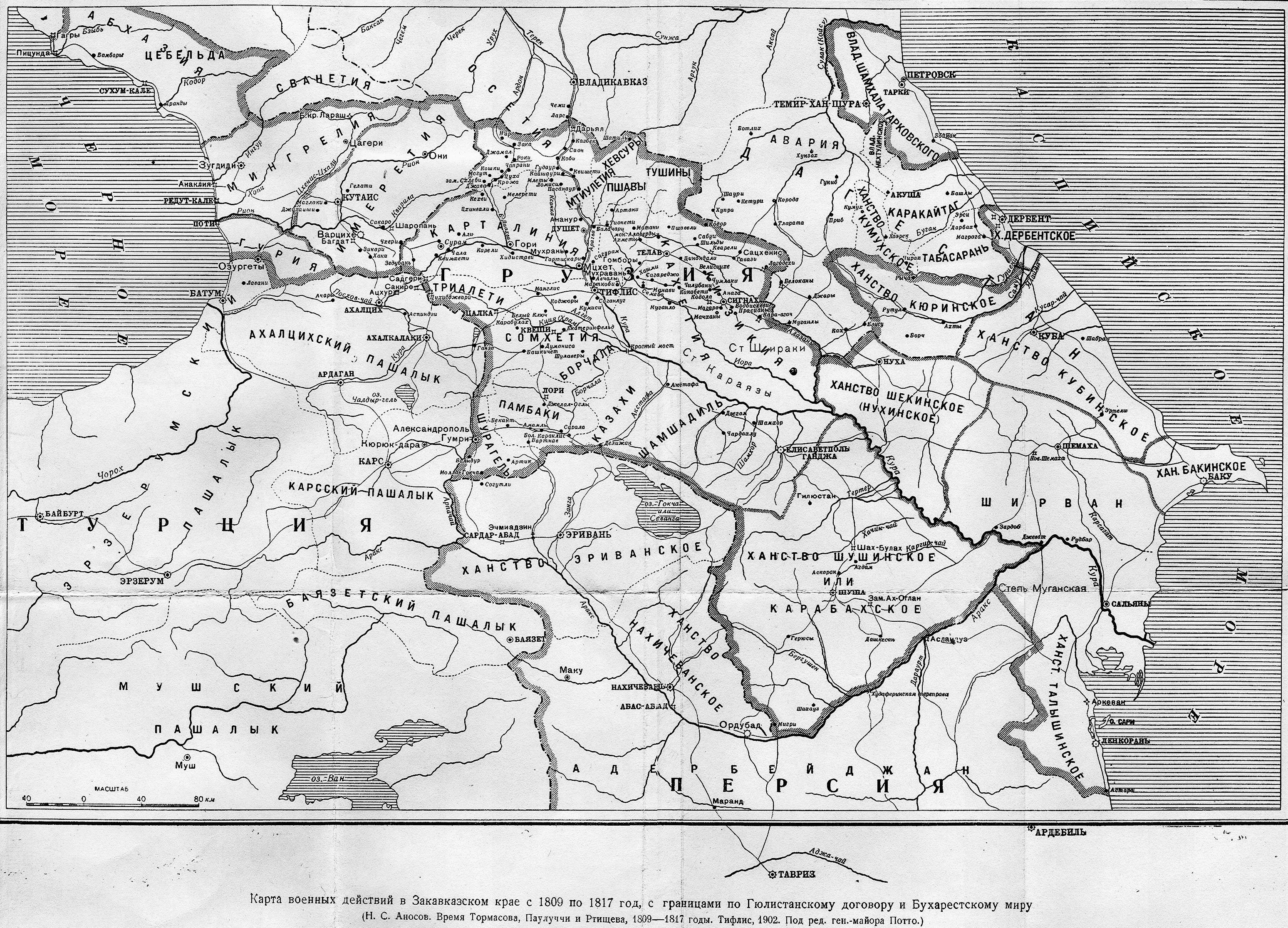
Закавказский край в 1809—1817 годах и границы по Бухарестскому (1812) и Гюлистанскому миру (1813)

19 июня отряд Цицианова подошел к Эривани и встретился с армией Аббас-Мирзы. Авангард генерал-майора Портнягина в тот же день не смог с ходу овладеть Эчмиадзинским монастырем и вынужден был отступить.
20 июня в ходе битвы под Эчмиадзинским монастырем основные силы русских разбили персов и вынудили их отступить.
30 июня корпус Цицианова разбил персов вблизи Эривани.
2 июля русские полностью окружили Эриванскую крепость.
15 июля под Эриванью персидская армия под командованием Фетх Али-шаха атаковала русские позиции, но была разбита, потеряв свыше 1000 убитыми.
21 августа при Каркалисе персы под командованием сарханга Мансура и грузинского царевича Александра уничтожили, попавший в засаду, отряд Тифлисского мушкетерского полка числом в 124 человека, из них 5 офицеров, 1 артиллерист, 108 мушкетёров, 10 армянских ополченцев, под командованием майора Монтрезора.
2 сентября из-за отсутствия осадной артиллерии и прерывания персами коммуникаций с Тифлисом, русские сняли осаду с Эриванской крепости и отступили в Грузию.
В начале 1805 года отряд генерал-майора Несветаева занял Шурагельский султанат и присоединил его ко владениям Российской империи. Эриванский правитель Мухаммед-хан с 3000 всадниками не смог оказать сопротивления и вынужден был отступить.
14 мая 1805 года между Россией и Карабахским ханством был подписан Кюрекчайский договор. По его условиям хан, его наследники и все население ханства переходило под власть России. Незадолго до этого карабахский хан Ибрагим-хан наголову разбил при Дизане персидское войско.
Вслед за этим, 21 мая, шекинский хан Селим-хан изъявил желание вступить в подданство России, и с ним был подписан аналогичный договор.
В июне Аббас-Мирза занял крепость Аскеран. В ответ русский отряд Карягина выбил персов из замка Шах-Булах. Узнав об этом, Аббас-Мирза окружил замок и начал вести переговоры о его сдаче. Но русский отряд не думал о сдаче, их главной целью сделалось задержать персидский отряд Аббас-Мирзы. Узнав о приближении шахской армии под командованием Фетх Али-шаха, отряд Карягина ночью покинул замок и ушел к Шуше. Вскоре у Аскеранского ущелья отряд Карягина столкнулся с отрядом Аббас-Мирзы, но все попытки последнего разбить русский лагерь не имели успеха.
15 июля основные силы русских деблокировали Шушу и отряд Карягина. Аббас-Мирза, узнав о том, что основные силы русских покинули Елизаветполь, обходным путём выступил и осадил Елизаветполь. К тому же ему открывался путь на Тифлис, который остался без прикрытия. 27 июля вечером отряд в 600 штыков под командованием Карягина неожиданно атаковал лагерь Аббас-Мирзы под Шамхором и наголову разбил персов.
30 ноября 1805 года отряд Цицианова переходит через Куру и вторгается в пределы Ширванского ханства, и 27 декабря ширванский хан Мустафа-хан подписывает договор о переходе в подданство Российской империи.
Тем временем, 23 июня каспийская флотилия под командованием генерал-майора Завалишина заняла Энзели и высадила десант. Однако уже 20 июля им пришлось покинуть Энзели и взять курс на Баку. 12 августа 1805 года каспийская флотилия бросила якорь в Бакинской бухте. Генерал-майор Завалишин предложил бакинскому хану Гусейнгулу-хану проект договора о переходе в подданство Российской империи. Однако переговоры успеха не имели, бакинцы решили оказать серьёзное сопротивление. Все имущество населения было вывезено заранее в горы. Тогда в течение 11 дней каспийская флотилия бомбардировала Баку. К концу августа высадившийся отряд овладел передовыми укреплениями перед городом. Ханские войска, вышедшие из крепости, были разбиты. Однако большие потери от столкновений, а также нехватка боеприпасов вынудила 3 сентября снять осаду с Баку и 9 сентября полностью покинуть бакинскую бухту.
30 января 1806 года Цицианов с 2000 штыками подходит к Баку. Вместе с ним к Баку подходит каспийская флотилия и высаживает десант. Цицианов потребовал немедленной сдачи города. 8 февраля должен был состояться переход Бакинского ханства в подданство Российской империи, однако во время встречи с ханом генерал Цицианов и подполковник Эристов были убиты двоюродным братом хана Ибрагим-беком. Голова Цицианова была отправлена Фетх Али-шаху. После этого генерал-майор Завалишин принял решение покинуть Баку.
Назначенный вместо Цицианова И. В. Гудович летом 1806 разгромил Аббас-Мирзу при Каракапете (Карабах) и покорил Дербентское, Бакинское (Баку) и Кубинское ханства (Куба).
Начавшаяся в ноябре 1806 года русско-турецкая война заставила русское командование заключить зимой 1806—1807 годов Узун-Килисское перемирие с персами. Но в мае 1807 года Фетх-Али вступил в антирусский союз с наполеоновской Францией, и в 1808 военные действия возобновились. Русские взяли Эчмиадзин, в октябре 1808 разбили Аббас-Мирзу при Карабабе (к югу от озера Севан) и заняли Нахичевань. После неудачной осады Эривани Гудович был заменен А. П. Тормасовым, который в 1809 отразил наступление армии во главе с Фетх-Али в районе Гумры-Артик и сорвал попытку Аббас-Мирзы захватить Гянджу. Персия разорвала договор с Францией и восстановила союз с Великобританией, которая инициировала заключение персо-турецкого соглашения о совместных операциях на кавказском фронте. В мае 1810 армия Аббас-Мирзы вторглась в Карабах, но немногочисленный отряд П. С. Котляревского нанес ей поражение у крепости Мигри (июнь) и на реке Аракс (июль), в сентябре персы были разбиты под Ахалкалаки, и тем самым русские войска помешали персам соединиться с турками.
Ситуацию в Карабахе изменил Котляревский. Перейдя Аракс, он 19—20 октября (31 октября — 1 ноября) разгромил во много раз превосходящие силы персов у Асландузского брода и 1 (13) января штурмом взял Ленкорань. Шаху пришлось вступить в мирные переговоры.
Война окончилась решительной победой России. 12 (24) октября 1813 года был подписан Гюлистанский мир (в селе Гюлистан, Карабах), являвшийся для Персии одним из самых унизительных договоров когда либо заключённых ею до этого. Персия признавала переход к Российской империи Дагестана, Картли, Кахетии, Мегрелии, Имеретии, Гурии, Абхазии, половины Восточной Армении и следующих ханств: Бакинское, Карабахское, Гянджинское, Ширванское, Шекинское, Дербентское, Кубинское, Талышское. Россия также получила исключительное право держать военный флот на Каспийском море. Каджары не рассматривали Гюлистанский договор как окончательный. Аббас Мирза рассматривал его как передышку и готовился к новой войне.
Война стала началом «Большой игры» между Британской и Российской империями в Азии.

## 1826—1828 годы

Карта театра войны с Персией 1826―1828 гг. Потто, Василий Александрович

Территориальные изменения по Туркманчайскому договору

Подстрекаемый дипломатическими кругами Великобритании и желавший пересмотра условий Гюлистанского договора (в том числе, в связи с нечёткими формулировками описания границ в договоре), Аббас-Мирза приказал 19 (31) июля 1826 года персидской армии без объявления войны перейти границы в районе Мирака и вторгнуться в пределы Закавказья на территорию Карабахского и Талышского ханств. Основная масса пограничных «земских караулов», состоявших из вооружённых конных и пеших крестьян-азербайджанцев, за редкими исключениями, сдала позиции вторгшимся персидским войскам без особого сопротивления или даже присоединилась к ним.
Основной задачей иранское командование ставило захватить Закавказье, овладеть Тифлисом и отбросить русские войска за Терек. Главные силы были поэтому направлены из Тавриза в район Куры, а вспомогательные — в Муганскую степь, чтобы блокировать выходы из Дагестана. Иранцы также рассчитывали на удар кавказских горцев с тыла по русским войскам, которые были растянуты узкой полоской вдоль границы и не располагали резервами. Помощь иранской армии обещали карабахские беки и многие влиятельные лица соседних провинций, которые поддерживали постоянные контакты с персидским правительством и даже предлагали вырезать русских в Шуше и удерживать её до подхода иранских войск.
В Карабахской провинции русскими войсками командовал генерал-майор князь В. Г. Мадатов, по происхождению карабахский армянин. В момент нападения его замещал полковник И. А. Реут, командир 42-го Егерского полка, дислоцировавшегося в районе крепости Шуши. Ермолов потребовал от него всеми силами удерживать Шушу и перевести сюда все семьи влиятельных беков — тем самым предполагалось обеспечить безопасность тех, кто поддерживал российскую сторону, а тех, кто был настроен враждебно, использовать в качестве заложников.
31 июля по российской территории нанесла удар 16-тысячная группировка эриванского сердара Хусейн-хан Каджара, подкреплённая курдской конницей (до 12 000 чел.). Русские войска на границе Грузии, во всём Бомбаке (Памбак) и Шурагели (Ширак) насчитывали около 3000 человек и 12 орудий — донской казачий полк подполковника Андреева (ок. 500 казаков, разбросанных мелкими группами по всей территории), два батальона Тифлисского пехотного полка и две роты карабинеров. Начальником пограничной линии был командир Тифлисского полка полковник князь Л. Я. Севарсемидзе.
Русские части были вынуждены с боем отступать к Караклису (современный Ванадзор). Гумры и Караклис вскоре оказались окружены. Оборону Большого Караклиса совместно с русскими войсками держали два отряда армянской (100 чел.) и татарской (азербайджанской) борчалинской конницы (50 чел.). Сильные персидские отряды также направились к Балык-чаю, сметая на своём пути разбросанные малочисленные русские посты.
Одновременно Гассан-ага, брат эриванского сардара, с пятитысячным конным отрядом курдов и карапапахов перешёл на российскую территорию между горой Алагёз (Арагац) и турецкой границей, грабя и сжигая на пути к Гумрам армянские селения, захватывая скот и лошадей, истребляя сопротивлявшихся местных жителей-армян. Уничтожив армянское село Малый Караклис, курды приступили к методическим нападениям на обороняющихся в Большом Караклисе.
18 июля сорокатысячная армия Аббас-Мирзы форсировала Аракс у Худоперинского моста. Получив известие об этом, полковник И. А. Реут приказал отвести все войска, находящиеся в Карабахской провинции, в крепость Шушу. При этом трём ротам 42-го полка под командованием подполковника Назимки и присоединившейся к ним сотне казаков не удалось пробиться к Шуше из Герюсов, где они дислоцировались. Иранцы и восставшие азербайджанцы настигли их, и в ходе упорного боя половина личного состава погибла, после чего остальные по приказу командира сложили оружие.
Гарнизон крепости Шуши составил 1300 человек (6 рот 42-го Егерского полка и казаки из полка Молчанова 2-го). Казаки за несколько дней до полной блокады крепости согнали за её стены семейства всей местной мусульманской знати в качестве заложников. Азербайджанцев обезоружили, а ханов и наиболее почётных беков посадили под стражу. В крепости укрылись также жители армянских сёл Карабаха и азербайджанцы, оставшиеся верными России. С их помощью были восстановлены полуразрушенные укрепления. Полковник Реут для укрепления обороны вооружил 1500 армян, которые вместе с русскими солдатами и казаками находились на передовой линии. В обороне участвовало и некоторое число азербайджанцев, изъявивших свою верность России. Однако крепость не располагала запасами продовольствия и боеприпасов, поэтому для скудного питания солдат пришлось использовать зерно и скот армянских крестьян, укрывшихся в крепости.
Тем временем местное мусульманское население в массе своей присоединилось к иранцам, а армяне, не успевшие укрыться в Шуше, бежали в гористые места. Мехти-Кули-хан — бывший правитель Карабаха — вновь объявил себя ханом и обещал щедро наградить всех, кто к нему присоединится. Аббас-Мирза, со своей стороны, заявил, что воюет только против русских, а не против местных жителей. В осаде принимали участие иностранные офицеры, находившиеся на службе у Аббас-Мирзы. Для того, чтобы разрушить стены крепости, по их указаниям под крепостные башни были подведены мины. По крепости вели непрерывный огонь из двух артиллерийских батарей, однако в ночное время обороняющимся удавалось восстанавливать разрушенные участки. Для внесения раскола среди защитников крепости — русских и армян — Аббас-Мирза приказал согнать под стены крепости несколько сот местных армянских семей и пригрозил казнить их, если крепость не будет сдана, — однако и этот план не имел успеха.
Оборона Шуши продолжалась 47 дней и имела большое значение для хода военных действий. Отчаявшись овладеть крепостью, Аббас-Мирза в конце концов отделил от основных сил 18 000 человек и направил их к Елизаветполю (современная Гянджа), чтобы нанести удар по Тифлису с востока.
Получив сведения, что основные персидские силы скованы осадой Шуши, генерал Ермолов отказался от первоначального плана отвести все силы вглубь Кавказа. К этому времени ему удалось сосредоточить в Тифлисе до 8000 человек. Из них был сформирован отряд под командованием генерал-майора князя В. Г. Мадатова (4300 чел.), который повёл наступление на Елизаветполь, чтобы остановить продвижение персидских сил к Тифлису и снять осаду с Шуши.
Тем временем в Бомбакской провинции русские части, отражавшие налёты курдской конницы на Большой Караклис, 9 августа начали отход на север, за Безобдал, и к 12 августа сосредоточились в лагере при Джалал-Оглы. Курдские отряды тем временем широкой лавиной растеклись по ближайшей местности, уничтожая селения и вырезая армянское население. 14 августа они напали на немецкую колонию Екатеринфельд, всего в 60 км от Тифлиса, после длительного боя сожгли её и вырезали почти всех жителей.
После нескольких недель затишья, 2 сентября, трехтысячный курдский отряд Гассан-аги переправился через реку Джилгу, 10 км выше Джалал-Оглы (современный Степанаван), и напал на армянские сёла, уничтожая их и угоняя скот. Несмотря на вмешательство русских частей и значительные потери, курдам удалось угнать 1000 голов скота.
В дальнейшем нападения осуществляли лишь мелкие отряды. К началу сентября обстановка изменилась в пользу России.
16 (28) марта 1827 года генерал Паскевич был назначен главнокомандующим русскими войсками и наместником в Кавказском крае, сменив генерала Ермолова.
В июне Паскевич двинулся на Эривань, 5 (17) июля нанес поражение Аббас-Мирзе у ручья Джеван-Булак, а 7 (19) июля принудил к капитуляции крепость Сардар-Абад.
В начале августа Аббас-Мирза, стремясь предотвратить вторжение русских в Азербайджан, с 25-тысячной армией вторгся в Эриванское ханство и, соединившись с войсками Эриванского сардара Хусейн-хана, 15 (27) августа осадил Эчмиадзин, защищённый только батальоном Севастопольского пехотного полка (до 500 чел.) и конной сотней из армянской добровольческой дружины. 16 (28) августа А. И. Красовский с отрядом (до 3000 бойцов при 12 орудиях) выступил на помощь осаждённому Эчмиадзину и на следующий день был атакован со всех сторон войсками Аббас-Мирзы и Хусейн-хана (общей численностью до 30 тыс. пехоты и конницы при 24 орудиях). Однако русский отряд, понеся огромные потери (убитыми, ранеными и пропавшими без вести — 1154 чел.), сумел пробиться к Эчмиадзину, после чего осада была снята. Потери персидской армии составили около 3000. Эта баталия вошла в историю как Ошаканская (или Аштаракская) битва.
1 (13) октября Паскевич взял Эривань и вступил в иранский Азербайджан; 14 (26) октября отряд Г. Е. Эристова овладел Тавризом.
Военные неудачи заставили персов пойти на мирные переговоры.
10 (22) февраля 1828 года был подписан Туркманчайский мирный договор (в с. Туркманчай близ Тебриза), заключённый между Российской и Персидской империями, по которому Персия подтверждала все условия Гюлистанского мирного договора 1813 года, признавала переход к России части Каспийского побережья до р. Астара, Восточной Армении (Эриванского и Нахичеванского ханств). На территории Восточной Армении было создано особое административное образование — Армянская область, с переселением туда армян из Ирана, включая потомков армян, насильственно переселённых с этой территории в начале XVII века шахом Аббасом I. Новой границей между государствами стала река Аракс.
Кроме того, персидский шах обязывался выплатить России контрибуцию (10 куруров туманов — 20 млн руб.). Что касается иранского Азербайджана, то Россия обязалась вывести из него войска по выплате контрибуции. Также персидский шах обязался предоставить амнистию всем жителям иранского Азербайджана, сотрудничавшим с русскими войсками.

### Память

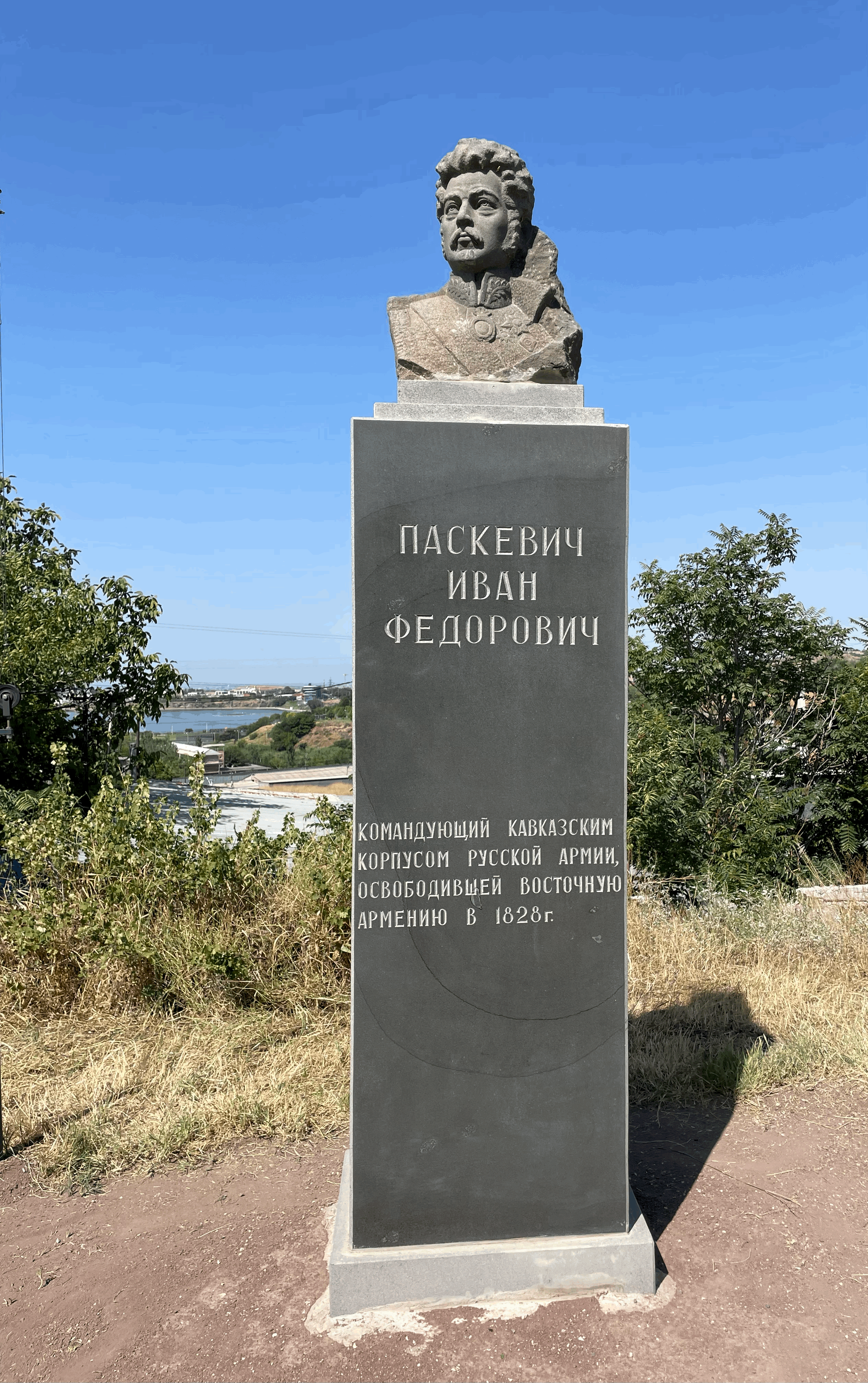
Бюст И.Ф. Паскевича, Ереван, Армения
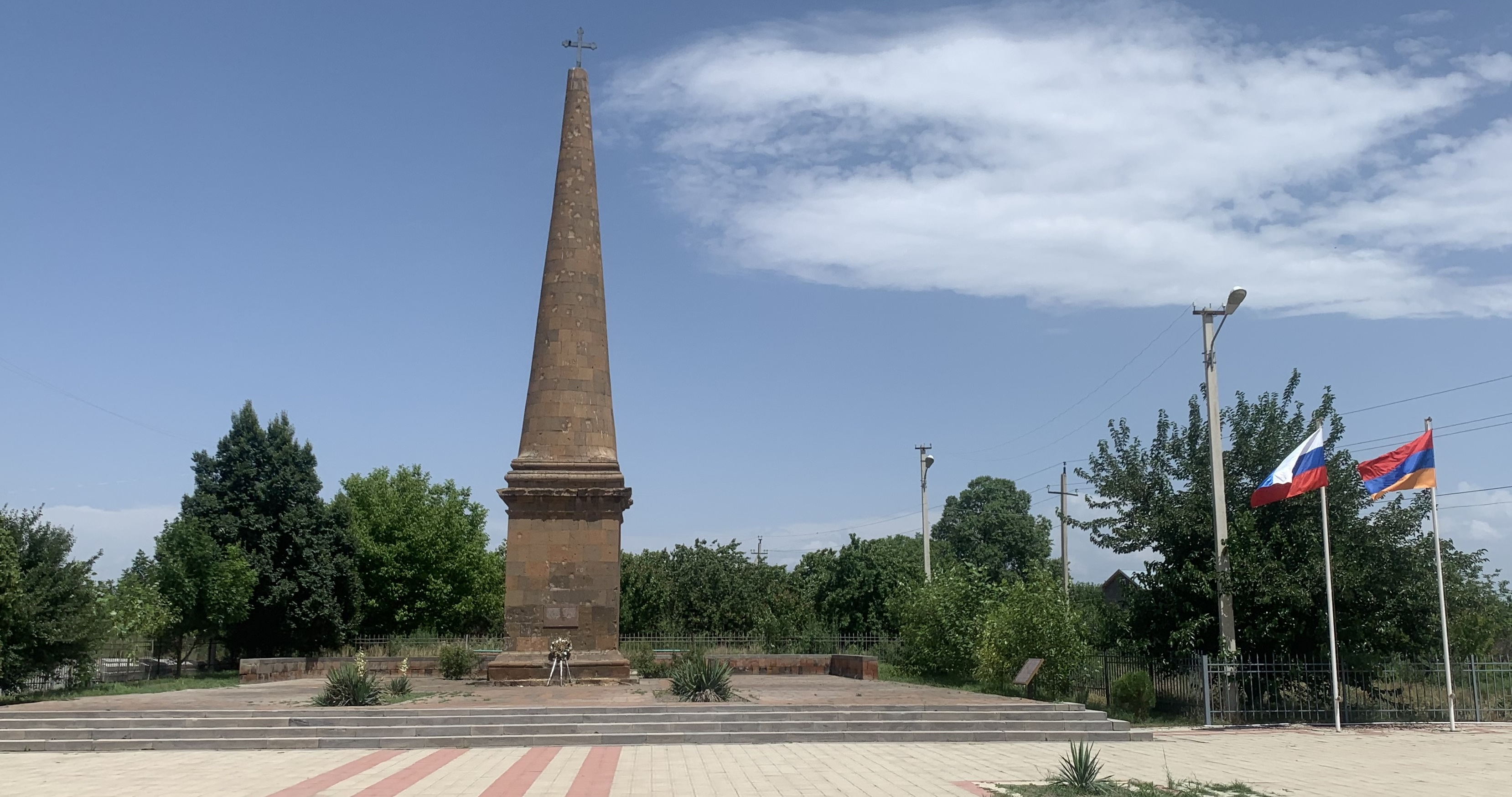
Обелиск в честь памяти русских воинов, принимавших участие в Ошаканской битве, недалеко от Эчмиадзина
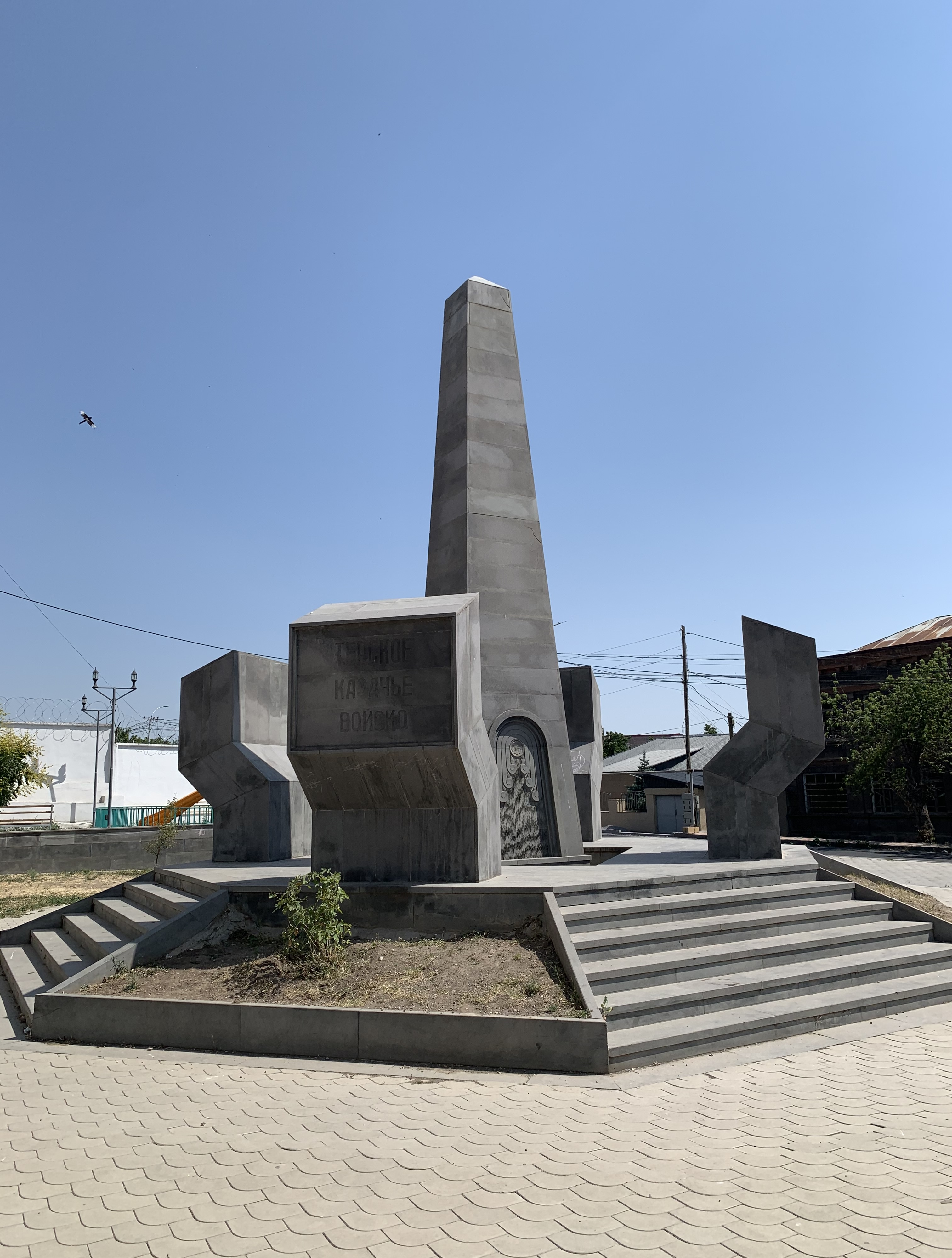
Мемориальный комплекс «Казакам—героям», посвящённый российским казакам — участникам Русско-персидских и Русско-турецких войн, Ереван
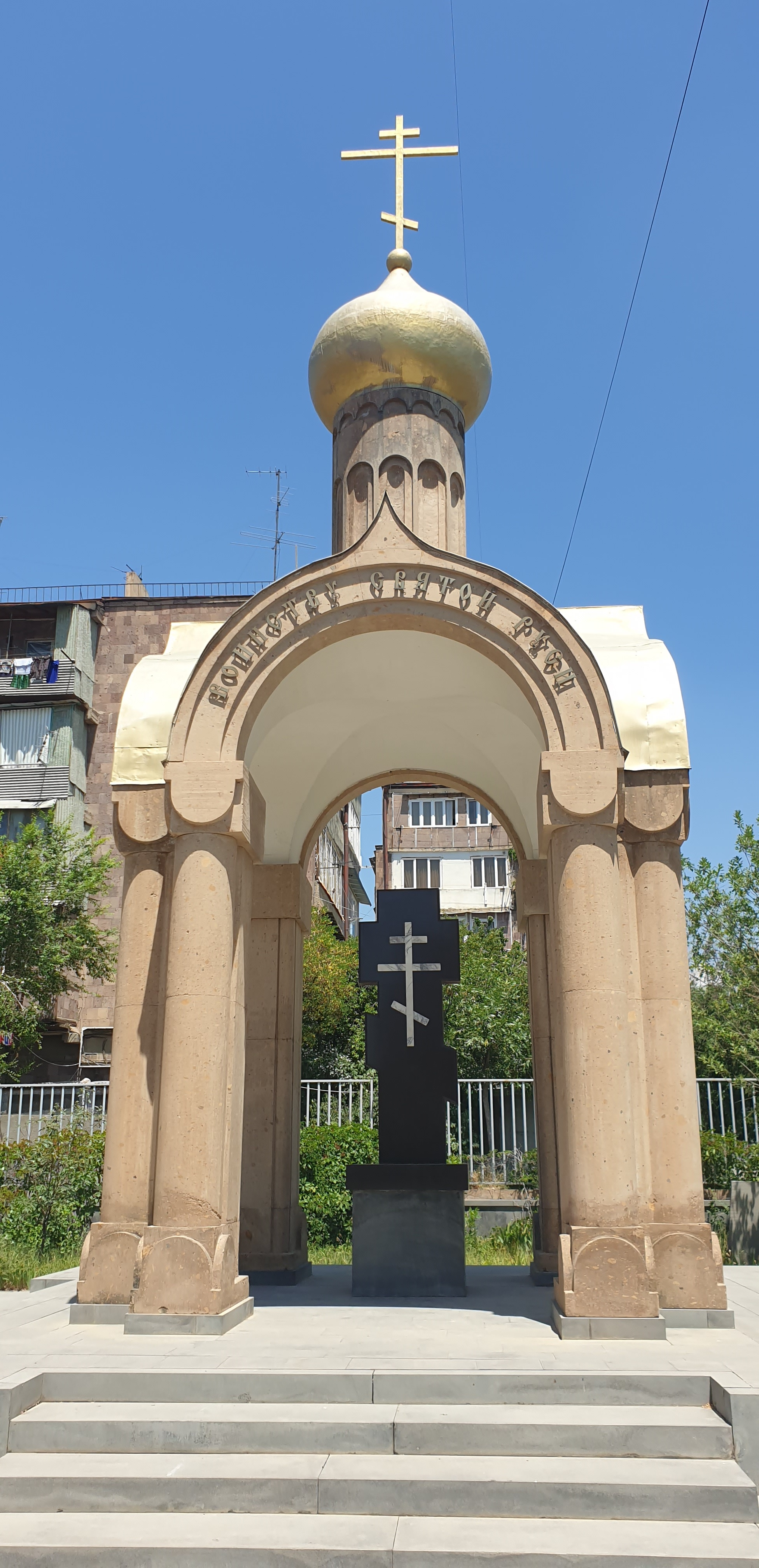
Памятный монумент русским воинам возле Храма Покрова Пресвятой Богородицы в Ереване
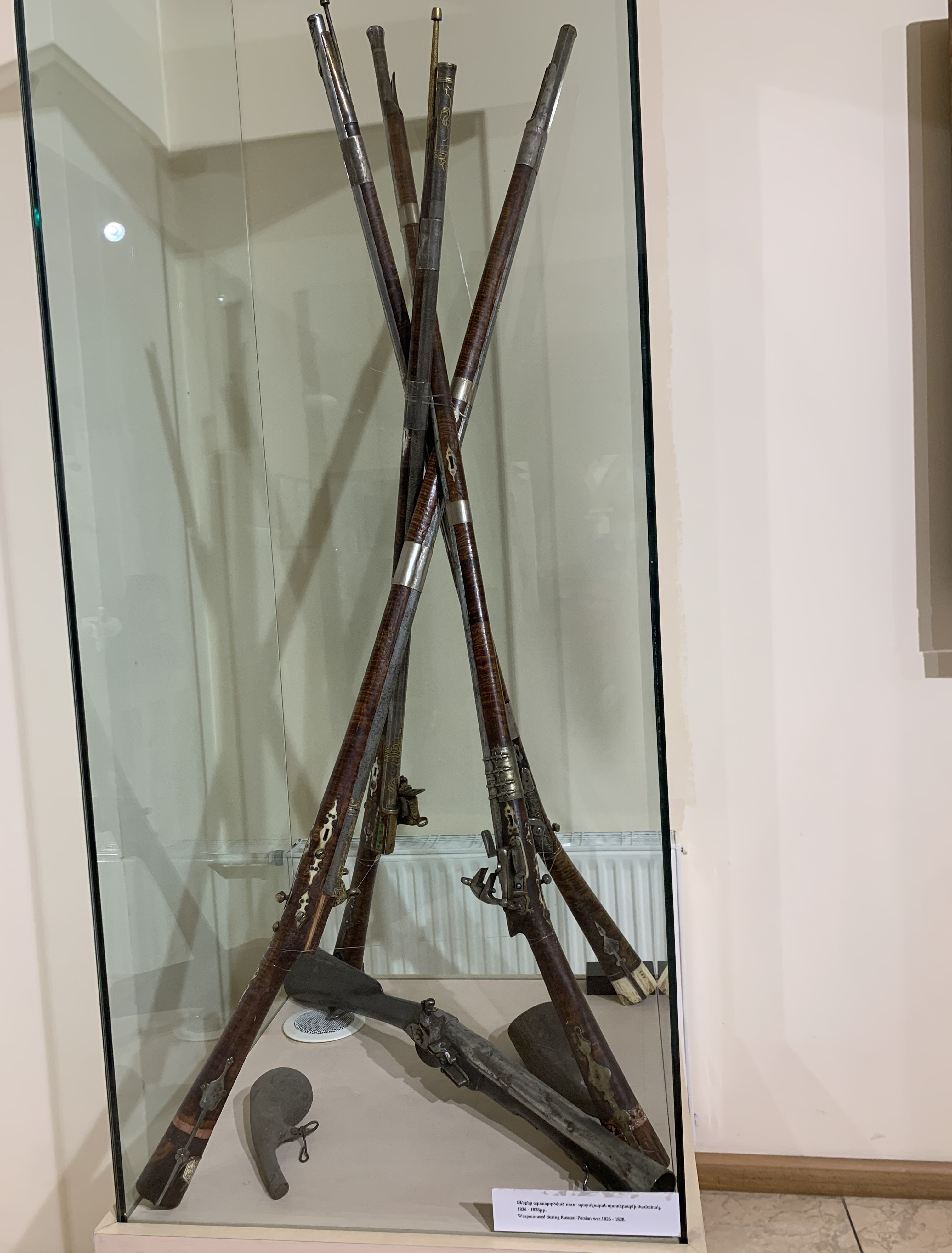
Оружие, используемое во время войн, Музей истории Еревана
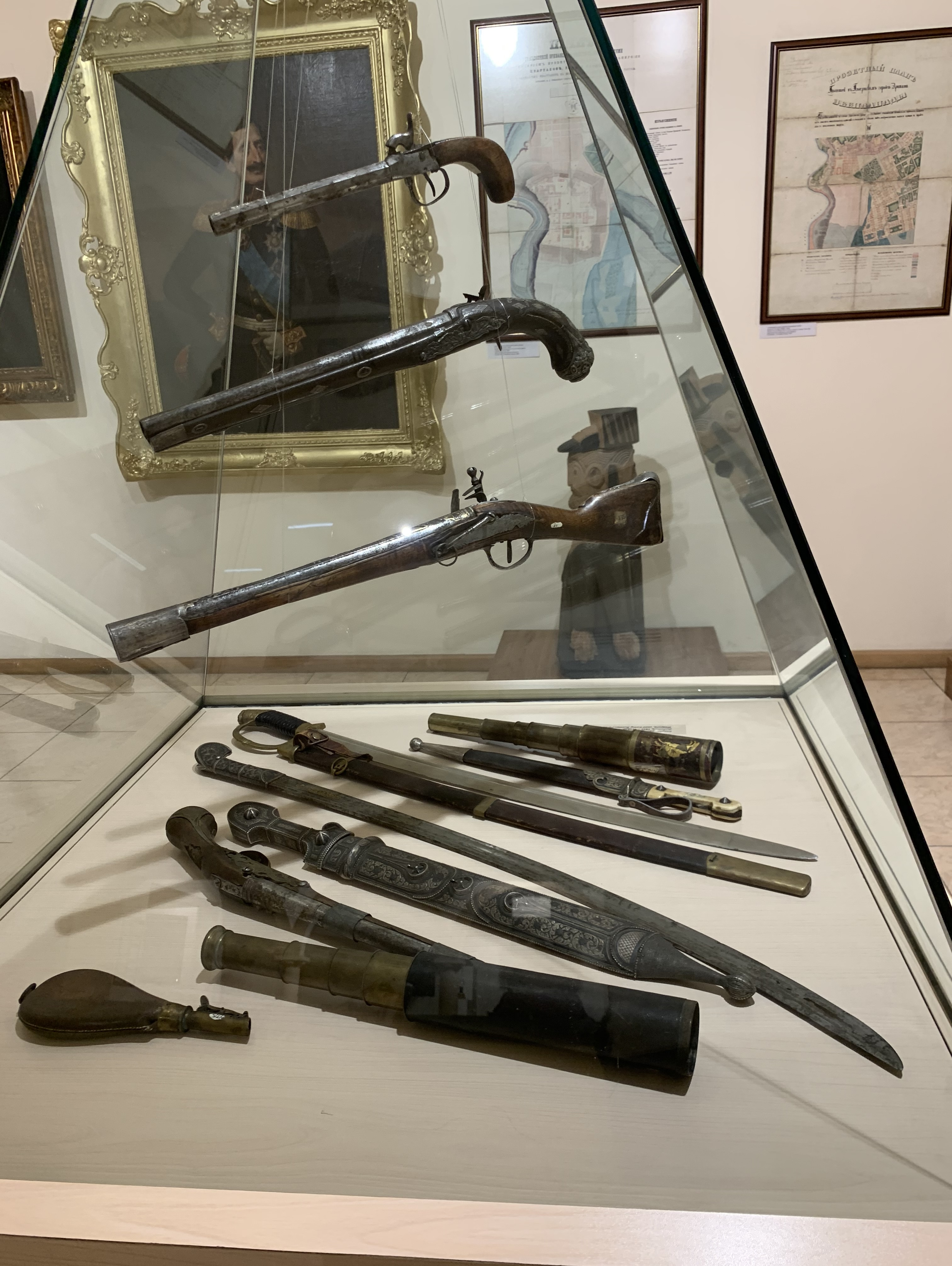

## 1909—1911 годы

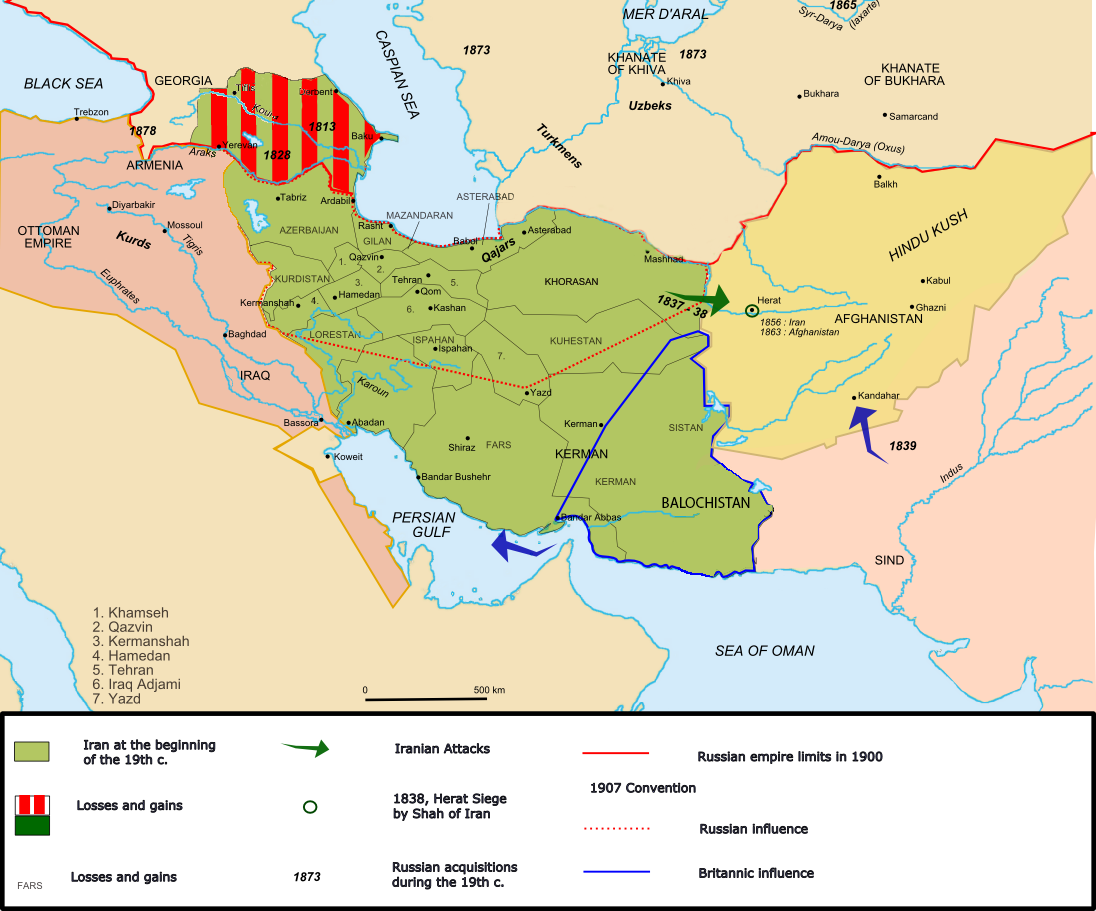
Карта Ирана и прилегающих территорий в 1900 году

20 апреля 1909 года наместнику на Кавказе и командующему войсками Кавказского военного округа генерал-адъютанту графу Иллариону Воронцову-Дашкову была направлена секретная директива за № 1124, в которой говорилось: «Ввиду ожидавшегося в Тавризе нападения на консульство и европейские учреждения и подданных со стороны революционеров и населения Тавриза, доведенного до отчаяния голодом… Государь Император повелел немедленно двинуть форсированным маршем в Тавриз отряд достаточной силы для защиты русских и иностранных учреждений и подданных, подвоза к ним продовольствия, а также для поддержания обеспеченного сообщения Тавриза с Джульфой». Вскоре в Персию были отправлены два батальона 1-й Кавказской стрелковой бригады, четыре конные сотни кубанских казаков, саперная рота и три артиллерийские восьмиорудийные батареи. Этим отрядом командовал начальник 1-й Кавказской стрелковой бригады генерал-майор Снарский И. А. В инструкциях, данных ему, было указано: 
«Все сношения войсковых начальников в занимаемых русскими войсками городах с местными персидскими властями и с населением должны производиться через дипломатических агентов Российского Императорского Правительства; совместное с русскими войсками пребывание в населенных пунктах и передвижение по охраняемым русскими войсками дорогам каких-либо вооруженных отрядов и партий, деятельность которых имела разбойничий характер, — не допускается… Решение вопроса об употреблении в дело оружия зависит исключительно от войскового начальства… Раз принятое решение должно быть приводимо в исполнение бесповоротно и с полной энергией».
Российским войскам приходилось действовать в основном против кочевников (курдов и туркмен-йомудов), с которыми не могла справиться слабая персидская армия. За каждый случай грабежа и разбойного нападения курдов с их племенных вождей российскими войсками взыскивалась денежная сумма в пользу потерпевшей стороны. Убийства подданных Российской империи карались смертными приговорами, которые выносил российский военно-полевой суд. Русские консулы сообщали в Министерство иностранных дел: «Купцы вместе со всем мирным населением попутных селений благословляют прибытие наших войск».
После небольшого периода затишья осенью 1911 года вновь ситуация обострилась — произошли нападения многочисленных вооруженных групп на российский отряд в Тавризе, участились случаи обстрела российских консульских учреждений и конвоев в Реште. Кочевники нападали на торговые караваны. В вылазках против российских войск участвовали отряды протурецки настроенных губернаторов западных провинций, а также представители революционных группировок российского Закавказья.
29 октября (11 ноября) 1911 года в Тегеране посол России Поклевский-Козелл С. А. вручил правительству Персии ультиматум с требованиями восстановления порядка в Персии и обеспечения защиты экономических интересов России. После истечения срока ультиматума от 11 ноября 1911 года войска России перешли русско-персидскую границу и заняли город Казвин. 10 (23) ноября в Тегеране, после оккупации войсками России северной Персии, персидское правительство согласилось удовлетворить все требования России.
Ввод войск осуществлялся по трём операционным направлениям — из Джульфы, Астары и Энзели — на Тегеран. Непосредственное оперативное руководство русскими войсками в Персии осуществлял генерал-квартирмейстер штаба Кавказского Военного округа генерал-майор Николай Юденич. В контингент российских войск входили:14-й Грузинский и 16-й Мингрельский гренадерские полки Кавказской гренадерской дивизии, полки из 21-й, 39-й и 52-й пехотных дивизий (81-й Апшеронский, 84-й Ширванский, 156-й Елизаветпольский, 205-й Шемахинский, 206-й Сальянский и 207-й Новобаязетский) с артиллерией и пулемётами. Перевозку войск морем, их высадку в порту Энзели и её огневое прикрытие осуществила Каспийская военная флотилия. Коммуникационное обеспечение осуществляли 2-й Кавказский железнодорожный батальон и Кавказская автомобильная команда. Железнодорожный батальон начал строительство железнодорожной ветки Джульфа-Тегеран. Обустройство временных штаб-квартир осуществлял 1-й Кавказский сапёрный батальон. Связь обеспечивала Кавказская искровая рота.
Пехотные части с приданными конными сотнями кубанских и терских казаков были сведены в отряды. При этом два отряда — Мешедский и Кучанский образовали войска Туркестанского военного округа — два батальона 13-го и 18-го Туркестанских стрелковых полков, две конно-охотничьи команд из этих же частей, два пулеметных взвода и сотня Туркменского конного дивизиона.
При изъятии российскими войсками крупных партий оружия в Тавризе и Реште вспыхнули беспорядки, которые привели к жертвам среди мирного населения. Вокруг этих городов начались настоящие сражения. В западные приграничные земли Персии, на спорные территории, вступили турецкие войска, которые взяли под свой контроль проходы на горных перевалах между Хоем и Дильманом.
Российские войска начали операции по вытеснению турецких войск с персидской территории. Российские подразделения подходили на рассвете к турецким бивакам и, выставив пушки и пулемёты на высотах, требовали от них покинуть персидскую территорию. Турки сопротивления не оказывали.
Командир 11-го турецкого корпуса Джабир-паша в присутствии иностранных консулов заявил: «Убедившись на деле, что такое персидская конституция и какая анархия царит в Персии, я лично считаю, что приход русских войск в Персию есть проявление человечности и гуманности, а не результат каких-либо агрессивных намерений. Русские поступают в Персии очень умело и осторожно, а потому симпатии почти всего населения на их стороне».
После обеспечения стабильности большая часть российских войск покинула Персию, однако отдельные российские подразделения находились на персидской территории вплоть до начала Первой мировой войны.

## 1941 год
Совместная англо-советская операция Второй мировой войны по оккупации Ирана под кодовым наименованием «Операция „Согласие“» (англ. Operation Countenance) проводилась с 25 августа 1941 года по 17 сентября 1941 года. Её целью являлась защита англо-иранских нефтяных месторождений от возможного захвата их войсками Германии и их союзниками, а также защита транспортного коридора (южный коридор), по которому союзниками осуществлялись поставки по ленд-лизу для Советского Союза.
Данные действия были предприняты в силу того, что, по оценкам политического руководства как Великобритании, так и СССР, существовала прямая угроза вовлечения Ирана на сторону Германии в качестве союзника во Второй мировой войне.
Шах Ирана Реза Пехлеви отказал Великобритании и Советскому Союзу в их просьбе разместить свои войска в Иране. Мотивируя своё участие в данной военной операции против Ирана, советское правительство ссылалось на пункты 5 и 6 действующего на тот момент Договора между Советской Россией и Ираном от 1921 года, которыми предусматривалось, что в случае возникновения угрозы своим южным рубежам Советский Союз имеет право ввести войска на территорию Ирана.
В ходе операции вооружённые силы союзников вторглись в Иран, свергли шаха Резу Пехлеви и установили контроль над Трансиранской железной дорогой и нефтяными месторождениями Ирана. При этом войска Великобритании оккупировали юг Ирана, а СССР — север.